# Kirchenzeitung für das Erzbistum Köln
Die Kirchenzeitung für das Erzbistum Köln ist eine katholische Wochenzeitung und die Kirchenzeitung für das Erzbistum Köln.

## Geschichte
Die Zeitung wurde 1937 gegründet. Im März 1946 erfolgte die Neugründung nach dem Zweiten Weltkrieg. Die britische Militärregierung vergab mit der Nummer "C.1.236 P" dem J.P. Bachem Verlag die dazu nötige Lizenz. Der Verlag verlegt bis heute die Kirchenzeitung.

## Redaktion
Herausgeber ist der Erzbischof von Köln und Chefredakteur ist Robert Boecker.

## Auflage und Reichweite
Die Kirchenzeitung hat eine Auflage von knapp 30.000 Exemplaren. Anfang der 1980er Jahre hatte die Zeitung noch eine Auflage von knapp 150.000 Exemplaren. Anfang der 1970er Jahre hatte die Zeitung sogar noch eine Auflage von über 200.000 Exemplaren. Die höchste Auflage, und damit auch die höchste aller deutschen Kirchenzeitungen, hatte sie nach dem Krieg mit einer Viertelmillion Exemplaren.
Ursprünglich hatte die Zeitung einen Umfang von acht Seiten, aus denen im Laufe der Jahre 56 Seiten geworden sind. Im vorderen Teil werden Ereignisse aus der Welt und der Kirchenwelt im Besondern besprochen. Dann folgen die Lesungen und der Evangeliumstext des entsprechenden Sonntags des Lesejahrs mit einer Auslegung der Textstellen. Im Bereich Pfarrnachrichten werden pro Pfarre die jeweiligen Gottesdienste und die Messintentionen veröffentlicht. Anschließend gibt es noch Berichte aus den Seelsorgebereichen.
Die Kölner Kirchenzeitung hatte Anfang der 1970er Jahre mit einem Anteil von fast drei Vierteln weltlicher Nachrichten den höchsten Anteil an weltlichen Nachrichten aller deutschen Kirchenzeitungen.